# Fear Effect 2: Retro Helix
Fear Effect 2: Retro Helix — экшн игра для PlayStation. Была разработана Kronos Digital Entertainment и издана Eidos Interactive. Является приквелом игры Fear Effect и разворачивается за четыре года до этой игры.

## Сюжет
Действия происходят в 2048 году в городе Гонконг. Игра начинается с заставки в тайной лаборатории, где некая таинственная организация проводит опыты над девушкой по имени Рэйчал Казура. В неё вводят генетический препарат под названием Retro Helix, в результате которого она умирает и мутирует в монстра, который убивает всех учёных. Позже выясняется, что это был вещий сон, который видела Рэйн Квин, напарница и подруга Ханы.

## Оценки
| Сводный рейтинг | Сводный рейтинг |
| Агрегатор       | Оценка          |
| --------------- | --------------- |
| GameRankings    | 82,40 %         |
| Metacritic      | 84/100          |

Fear Effect 2: Retro Helix получила положительные отзывы от критиков. Она получила оценку 82,40 % от GameRankings и 84/100 от Metacritic.